# Jorge Matte Gormaz
Jorge Matte Gormaz (Santiago, 11 de abril de 1876 - ibíd., 30 de septiembre de 1944) fue un abogado y político chileno, miembro del Partido Liberal (PL). Se desempeñó como ministro de Estado durante los gobiernos de los presidentes Ramón Barros Luco, Emiliano Figueroa Larraín, Arturo Alessandri, y la vicepresidencia de Abraham Oyanedel.

## Familia y estudios
Nació como hijo del exdiputado Eduardo Matte Pérez y Eloísa Gormaz Araos. Hizo sus estudios en el Colegio Benjamín Vicuña Mackenna y en el Instituto Nacional; los estudios superiores, en la Universidad de Chile, donde obtuvo su título de abogado en julio de 1897.
Se casó el 30 de abril de 1898 con Elena Pinto Cruz, hija del expresidente de la República Aníbal Pinto y la primera dama Delfina de la Cruz Zañartu. Con su cónyuge tuvo cuatro hijos, entre ellos, Elena, Olga y Aníbal.

## Carrera política
Miembro del Partido Liberal (PL), fue uno de los jóvenes políticos que contó con afectos, tanto en el Congreso Nacional, como fuera de él. Fue administrador del Hospicio de Santiago, desde 1902, fecha en que falleció su padre, Eduardo Matte Pérez, que era el administrador en esa época.
En las elecciones parlamentarias de 1906, fue elegido como diputado por las agrupaciones de Petorca y La Ligua, por el periodo legislativo 1906-1909. Durante su gestión integró la Comisión Permanente de Instrucción Pública y la de Guerra y Marina.
En las elecciones parlamentarias de 1909, fue reelegido como diputado por la misma zona, por el periodo 1909-1912. En esa ocasión integró la Comisión Permanente de Hacienda y fue presidente de ella.
En las elecciones parlamentarias de 1912, fue nuevamente reelegido como diputado, pero por Rancagua, por el periodo 1912-1915. En esta oportunidad continuó en la Comisión Permanente de Hacienda y fue también presidente de ella. Durante dos periodos de la Cámara presidió la Comisión de Hacienda y el proyecto que después fue ley y que postergó la conversión hasta el 1 de enero de 1915, se debió a su iniciativa.
Seguidamente, en las elecciones parlamentarias de 1915, fue elegido como diputado por Rancagua, Cachapoal y Maipo, por el periodo 1915-1918; continuó en la Comisión Permanente de Hacienda. En la Cámara liquidó la situación del Ministerio de Guerra, con todos los compromisos que tenía, encargos de armamentos, materiales de guerra, etc., presentándole al Congreso y al país la verdad desnuda.

### Ministro de Barros Luco
Renunció a la Comisión de Hacienda, cuando el presidente de la República Ramón Barros Luco lo llamó a compartir las tareas de gobierno, en el Ministerio de Guerra y Marina, desde el 13 de enero de 1913, hasta noviembre del mismo año, en el gabinete Rivas-Vicuña, Villegas-Echiburú. Durante el tiempo que fue ministro de Estado, las instituciones armadas de la República tuvieron en el joven político liberal un defensor. Creó la Escuela de Aviación que dio óptimos frutos y en el presupuesto, hizo todas las reducciones posibles encaminadas a hacer economías, significando los gastos, absolutos, verdaderos, de cada servicio.
Durante su gobierno, como ministro de Guerra y Marina, tuvo la entereza de carácter para cortar de raíz los empeños, que es lo que perjudicaba el buen servicio, pues, los influjos de partido, los adulos que las recomendaciones engendraban, como las consideraciones a las castas sociales, a los apellidos y a otras influencias, relajaban la disciplina militar y daban pábulo en los casinos de las distintas reparticiones a los pelambres que solían ser la raíz de los desagrados de cuartel.
Caído el Ministerio, continuó en la Cámara ocupándose con preferente atención de los problemas de interés público y el Club Aéreo de Chile; en vista de su tesonero esfuerzo por sostener la Escuela de Aviación Militar, que prestigió con sus actos de ministro, se lo nombró presidente honorario de la institución.

### Embajador y ministro de Alessandri y Figueroa
En 1921, comisionado por el gobierno, visitó Argentina, Brasil y Uruguay, como embajador extraordinario; en este año fue también, ministro del Interior subrogante (s) y en 1922 fue designado como ministro del Interior titular, por el presidente Arturo Alessandri.
En 1925 también, se le designó como ministro de Relaciones Exteriores, Culto y Colonización y en éste carácter fue a Montevideo a recibir al expresidente Alessandri, que regresaba del destierro. Inició también, como ministro de Relaciones las gestiones de solución del problema de Tacna y Arica y puso su firma al secreto que promulgó la nueva Constitución Política de Chile, que dio término al régimen parlamentario. En dicho año, fue además, ministro del Interior en calidad de subrogante. En la presidencia de Emiliano Figueroa Larraín, 1925-1927, sirvió en la cartera de Relaciones Exteriores y en la vicepresidencia de Abraham Oyanedel, desempeñó las mismas funciones, entre octubre y diciembre de 1932.
Fue también, precandidato presidencial de la derecha, en 1938.

## Empresario y otras actividades públicas
Como hombre de negocios, fue miembro de grandes sociedades mineras y ganaderas, en las cuales descansaban parte de la riqueza pública y el porvenir de Chile, como por ejemplo: la Compañía de Minas de Huanchaca, la Compañía Llallagua, de Totoral, de Vacas y otras. Y de la Sociedad Explotadora Tierra del Fuego y, fue además, director y administrador de la Compañía Francesa de Minas de Naltagua, en la provincia de Santiago. Explotó su hacienda San Antonio de Naltagua, en El Monte, donde inició la fabricación de aceite alimenticio.
Estuvo en Bolivia, en comisión de defensa de los intereses chilenos comprometidos en Llallagua, regresando al país, después de obtener en sus gestiones excelentes resultados. En 1933 presidió la Comisión Liquidadora de la Compañía de Salitres de Chile (COSACH). En 1937 presidió la Comisión Chilena encargada del estudio del tratado comercial con Bolivia.
Sirvió a la Sociedad de Beneficencia de Santiago y a otras instituciones, con desinterés y la filantropía que lo caracterizaron.
Ingresó a la Quinta Compañía de Cuerpo de Bomberos de Santiago el 7 de mayo de 1893
Entre otras actividades, fue también gerente del Banco Matte; consejero del Banco Español de Chile, en 1923; presidente de la Compañía de Minas y Fundición de Chagres (cobre), en 1923; director de la Compañía Minera de Huanillos y Punta Blanca, en 1923; presidente de la Sociedad Minera Carrizalillo, en 1939; director de la Compañía Minera Disputada de Las Condes, en 1939; vicepresidente de la Junta Central de Beneficencia Pública; presidente de la delegación chilena en la VIII Conferencia Panamericana de Lima, en 1938; representante a la Conferencia Económica Panamericana de Guerra. Presidente del Club Aéreo de Chile y presidente del 1° Congreso Panamericano de Aeronáutica, celebrado en Santiago.
Fue socio del Club de La Unión; de la Sociedad Nacional de Agricultura (SNA); y miembro de la Sociedad de Instrucción Primaria. Falleció el 30 de septiembre de 1944.

## Reconocimientos
Obtuvo las siguientes condecoraciones:
- Gran Cruz del Imperio Británico
- Gran Cruz del Imperio de Italia
- Gran Cruz del Sol del Perú
- Orden al Mérito de Ecuador
- Comendador de la Legión de Honor de Francia
- Cruz Olímpica de Alemania